# Sébastien Frey
Sébastien Frey (Thonon-les-Bains, Francia, 18 de marzo de 1980) es un exfutbolista francés que jugaba de portero. Su último equipo fue el Bursaspor de la Superliga de Turquía. Es hermano, del también jugador de fútbol Nicolas Frey.

## Selección nacional
Ha sido internacional con la selección de fútbol de Francia en dos ocasiones. Formó parte del equipo que disputó la Eurocopa 2008, siendo suplente de Grégory Coupet. Un mes después de finalizar la Eurocopa, Frey anunció su retiro de la selección para centrarse en su carrera en clubes.

### Participaciones en Eurocopas
| Copa          | Sede            | Resultado    | Partidos | Goles |
| ------------- | --------------- | ------------ | -------- | ----- |
| Eurocopa 2008 | Austria · Suiza | Primera fase | 0        | 0     |

## Estadísticas

### Clubes
| Club | Div.          | Temporada     | Liga  | Liga  | Copas nacionales(1) | Copas nacionales(1) | Torneos internacionales(2) | Torneos internacionales(2) | Total | Total |
| Club | Div.          | Temporada     | Part. | Goles | Part.               | Goles               | Part.                      | Goles                      | Part. | Goles |
| --- | ------------- | ------------- | ----- | ----- | ------------------- | ------------------- | -------------------------- | -------------------------- | ----- | ----- |
| A. S. Cannes Francia | 1.ª           | 1997-98       | 24    | 0     | —                   | —                   | —                          | —                          | 24    | 0     |
| Inter de Milán · Italia | 1.ª           | 1998-99       | 7     | 0     | 2                   | 0                   | 0                          | 0                          | 9     | 0     |
| Inter de Milán · Italia | 1.ª           | 2000-01       | 28    | 0     | 0                   | 0                   | 10                         | 0                          | 38    | 0     |
| Inter de Milán · Italia | Total club    | Total club    | 35    | 0     | 2                   | 0                   | 10                         | 0                          | 47    | 0     |
| Hellas Verona F. C. · Italia | 1.ª           | 1999-00       | 30    | 0     | 1                   | 0                   | —                          | —                          | 31    | 0     |
| Parma F. C. · Italia | 1.ª           | 2001-02       | 29    | 0     | 0                   | 0                   | 10                         | 0                          | 39    | 0     |
| Parma F. C. · Italia | 1.ª           | 2002-03       | 34    | 0     | 0                   | 0                   | 4                          | 0                          | 38    | 0     |
| Parma F. C. · Italia | 1.ª           | 2003-04       | 33    | 0     | 2                   | 0                   | 5                          | 0                          | 40    | 0     |
| Parma F. C. · Italia | 1.ª           | 2004-05       | 36    | 0     | 0                   | 0                   | 1                          | 0                          | 37    | 0     |
| Parma F. C. · Italia | Total club    | Total club    | 132   | 0     | 2                   | 0                   | 20                         | 0                          | 154   | 0     |
| A. C. F. Fiorentina · Italia | 1.ª           | 2005-06       | 18    | 0     | 5                   | 0                   | —                          | —                          | 23    | 0     |
| A. C. F. Fiorentina · Italia | 1.ª           | 2006-07       | 38    | 0     | 2                   | 0                   | —                          | —                          | 40    | 0     |
| A. C. F. Fiorentina · Italia | 1.ª           | 2007-08       | 35    | 0     | 1                   | 0                   | 13                         | 0                          | 49    | 0     |
| A. C. F. Fiorentina · Italia | 1.ª           | 2008-09       | 37    | 0     | 0                   | 0                   | 8                          | 0                          | 45    | 0     |
| A. C. F. Fiorentina · Italia | 1.ª           | 2009-10       | 36    | 0     | 3                   | 0                   | 9                          | 0                          | 48    | 0     |
| A. C. F. Fiorentina · Italia | 1.ª           | 2010-11       | 11    | 0     | 0                   | 0                   | 0                          | 0                          | 11    | 0     |
| A. C. F. Fiorentina · Italia | Total club    | Total club    | 175   | 0     | 11                  | 0                   | 30                         | 0                          | 216   | 0     |
| Genoa C. F. C. · Italia | 1.ª           | 2011-12       | 38    | 0     | 0                   | 0                   | 0                          | 0                          | 38    | 0     |
| Genoa C. F. C. · Italia | 1.ª           | 2012-13       | 36    | 0     | 0                   | 0                   | 0                          | 0                          | 36    | 0     |
| Genoa C. F. C. · Italia | Total club    | Total club    | 74    | 0     | 0                   | 0                   | 0                          | 0                          | 74    | 0     |
| Bursaspor Turquía | 1.ª           | 2013-14       | 27    | 0     | 10                  | 0                   | 2                          | 0                          | 39    | 0     |
| Bursaspor Turquía | 1.ª           | 2014-15       | 0     | 0     | 0                   | 0                   | 0                          | 0                          | 0     | 0     |
| Bursaspor Turquía | Total club    | Total club    | 27    | 0     | 10                  | 0                   | 2                          | 0                          | 39    | 0     |
| Total carrera | Total carrera | Total carrera | 497   | 0     | 26                  | 0                   | 62                         | 0                          | 585   | 0     |
| (1) Incluye datos de la Copa de Francia (1997-98), Copa Italia (1998-13) y Copa de Turquía (2013-15). (2) Incluye datos de la Liga de Campeones (1998-10), Copa de la UEFA (2001-09) y Liga Europa (2013-15). |               |               |       |       |                     |                     |                            |                            |       |       |

## Palmarés

### Campeonatos nacionales
| Título      | Club        | País   | Año  |
| ----------- | ----------- | ------ | ---- |
| Copa Italia | Parma F. C. | Italia | 2002 |

### Distinciones individuales
| Distinción                                 | Año  |
| ------------------------------------------ | ---- |
| Guerin d'Oro                               | 2000 |
| Salón de la Fama de la A. C. F. Fiorentina | 2022 |